# لوئیجی راپینی
لوئیجی راپینی (ایتالیایی: Luigi Rapini; ۲۱ ژوئیهٔ ۱۹۲۴ – ۱۸ سپتامبر ۲۰۱۳) بازیکن بسکتبال اهل ایتالیا بود. وی در بازی‌های المپیک تابستانی ۱۹۴۸ و ۱۹۵۲ شرکت کرده‌است.